# Marik György
Marik György, Jorge Marik (Budapest, 1924. január 9. – 1988. december 20.) válogatott labdarúgó, balfedezet. 1949 januárjában külföldre távozott.

## Pályafutása

### Klubcsapatban
A Vasas labdarúgója volt. Magas termetű, technikás, feltűnően higgadt játékos volt, aki a csapatjátékban fejjátékával és átadásaival kitűnt.

### A válogatottban
1947 és 1948 között két alkalommal szerepelt a válogatottban.

### Edzőként
Mexikóban több csapat edzőjeként is dolgozott: 1960–62 Atlante, 1964–66 és 1972–76 Cruz Azul, 1968–70 Pachuca, 1970 és 1971 Laguna.
A Cruz Azult 1964-ben a másodosztályból feljuttatta az első osztályba, 1977-ben pedig az UNAM-mal bajnokságot nyert.

## Sikerei, díjai
- Magyar bajnokság
  - 2.: 1945–46, 1947–48
  - 3.: 1946–47

## Statisztika

### Mérkőzései a válogatottban
| Magyarország | Magyarország      | Magyarország                | Magyarország | Magyarország | Magyarország | Magyarország | Magyarország | Magyarország |
| #            | Dátum             | Helyszín                    | Hazai        | Eredmény     | Vendég       | Kiírás       | Gólok        | Esemény      |
| ------------ | ----------------- | --------------------------- | ------------ | ------------ | ------------ | ------------ | ------------ | ------------ |
| 1.           | 1947. október 12. | Bukarest                    | Románia      | 0 – 3        | Magyarország | Balkán-kupa  | -            |              |
| 2.           | 1948. április 22. | Budapest, Üllői úti stadion | Magyarország | 7 – 4        | Svájc        | Európa-kupa  | -            |              |
|              | Összesen          |                             |              | 2            | mérkőzés     |              | 0            | gól          |